# Poroštica (Medveđa)
Pour les articles homonymes, voir Poroštica.
Poroštica (en serbe cyrillique : Порштица) est un village de Serbie situé dans la municipalité de Medveđa, district de Jablanica. Au recensement de 2011, il comptait 33 habitants.

## Démographie
| 1948 | 1953 | 1961 | 1971 | 1981 | 1991 | 2002 | 2011 |
| ---- | ---- | ---- | ---- | ---- | ---- | ---- | ---- |
| 145  | 140  | 136  | 106  | 75   | 53   | 41   | 33   |

|  |